# Ukraiński Komitet Narodowy (1941)
Ukraiński Komitet Narodowy (UNK) – ukraiński komitet powołany w Krakowie przez banderowską frakcję Organizacji Ukraińskich Nacjonalistów (OUN).
Komitet powstał w roku 1941, w przededniu wybuchu wojny niemiecko-radzieckiej. Był próbą zjednoczenia ukraińskich organizacji nacjonalistycznych i wspólnego reprezentowania ich przed Niemcami. Na zjeździe założycielskim 22 czerwca 1941 w Krakowie (faktycznie odbył się on 21 czerwca 1941 w Rzeszowie) na przewodniczącego wybrano zaocznie Wsewołoda Petriwa, a do czasu wyrażenie przez niego zgody na objęcie stanowiska, Komitetem miał kierować Wołodymyr Horbowy. Drugim wiceprzewodniczącym został Wiktor Andrijewśkyj, a sekretarzami Stepan Szuchewycz i Wasyl Mudry.
Komitet składał się z hetmańców, petlurowców, działaczy OUN-B i części UNDO, nie należeli do niego natomiast działacze OUN-M.
Komitet w proklamacji niepodległości Ukrainy powołał rząd z Jarosławem Stećką jako premierem.
Ukraiński Komitet Narodowy wysłał również memorandum do Adolfa Hitlera, w którym podkreślano pragnienie narodu ukraińskiego niezależnego państwa, oraz jego gotowość do walki przeciw ZSRR. Wyrażał również nadzieję, że rząd niemiecki uszanuje wolę narodu ukraińskiego.
UKN został uznany 1 lipca 1941 przez metropolitę Andrija Szeptyckiego, a 10 lipca przez Polikarpa - biskupa łuckiego Kościoła Prawosławnego.
Komitet nie zdążył rozwinąć szerszej działalności, ponieważ 5 lipca 1941 Sicherheitspolizei aresztowała większość działaczy (Wołodymyr Horbowy, M. Bohun, Jarosław Rak, Wołodymyr Janiw), automatycznie likwidując UKN.